# Theresa Villiers
Theresa Anne Villiers (ur. 5 marca 1968 w Londynie) – brytyjska polityk i prawniczka, w latach 1999–2005 deputowana do Parlamentu Europejskiego, posłanka do Izby Gmin (2005–2024), członkini gabinetów Davida Camerona i Borisa Johnsona.

## Życiorys
Kształciła się we Francis Holland School, studiowała następnie prawo na University of Bristol i w Jesus College w Oksfordzie. Praktykowała w zawodzie prawnika, była też wykładowcą w londyńskim King’s College.
W 1999 i 2004 z ramienia Partii Konserwatywnej była wybierana do Parlamentu Europejskiego. Zasiadała w grupie chadeckiej, pracowała m.in. w Komisji Gospodarczej i Walutowej oraz Komisji Prawnej.
W wyborach krajowych w 2005 z ramienia torysów uzyskała mandat deputowanej do Izby Gmin w okręgu wyborczym Chipping Barnet, w związku z czym odeszła z PE. W 2007 została sekretarzem stanu ds. transportu w gabinecie cieni. W 2010 z powodzeniem ubiegała się o reelekcję. Po utworzeniu rządu Davida Camerona weszła w jego skład jako minister stanu (wiceminister) w resorcie transportu. W 2012 została awansowana na członka gabinetu i objęła kierownictwo resortu ds. Irlandii Północnej.
W 2015 po raz trzeci została wybrana do Izby Gmin, pozostając na dotychczasowym stanowisku rządowym. Zajmowała je do lipca 2016, kiedy to nowym premierem została Theresa May. W 2017 utrzymała mandat poselski na kolejną kadencję. W lipcu 2019 nowy premier Boris Johnson mianował ją w swoim gabinecie ministrem środowiska, żywności i obszarów wiejskich. W wyborach w tym samym roku ponownie uzyskała mandat deputowanej do niższej izby brytyjskiego parlamentu, pozostając na dotychczasowym stanowisku rządowym w drugim gabinecie dotychczasowego premiera. W lutym 2020 została odwołana z tej funkcji. W wyborach parlamentarnych w 2024 nie uzyskała reelekcji.